# Giacomo Meyerbeer

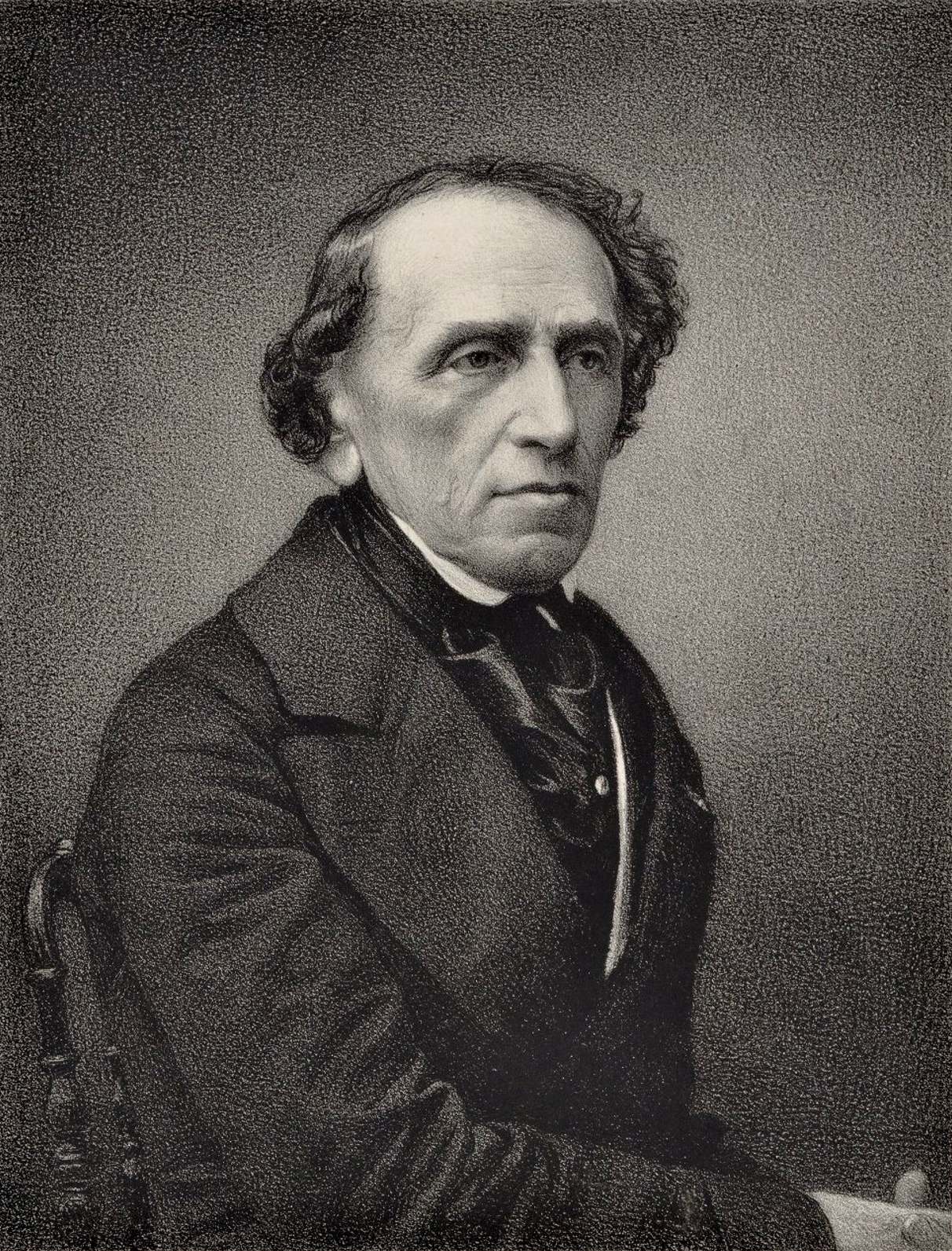
Giacomo Meyerbeer, Foto von Pierre Petit (1865)

Giacomo Meyerbeer, eigentlich Jakob Liebmann Meyer Beer (* 5. September 1791 in Tasdorf, Mark Brandenburg; † 2. Mai 1864 in Paris), war ein deutscher Pianist, Komponist und Dirigent. Er war einer der erfolgreichsten Opernkomponisten des 19. Jahrhunderts und gilt als Meister der französischen Grand opéra.

## Leben

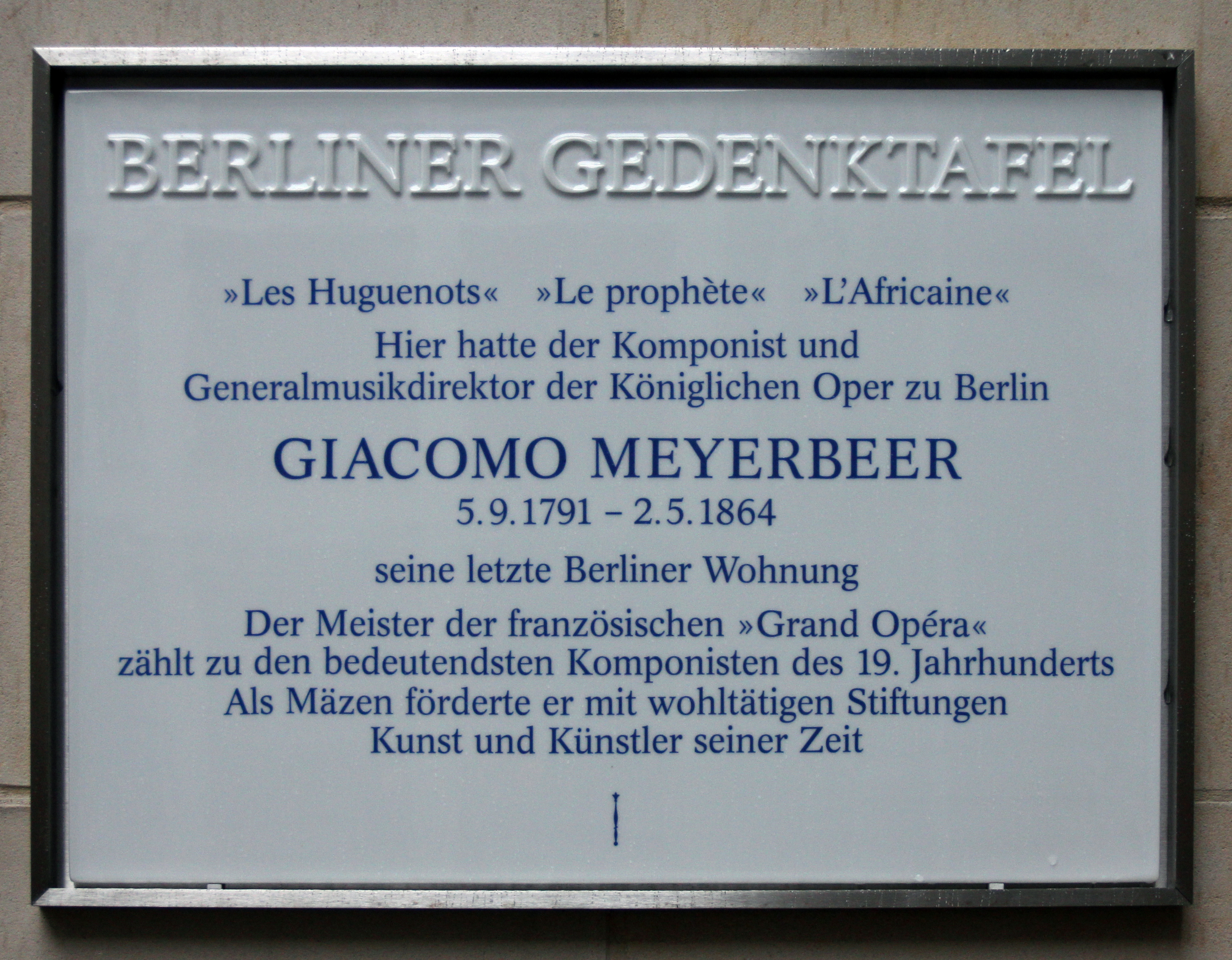
Berliner Gedenktafel am Haus Pariser Platz 6a, in Berlin-Mitte

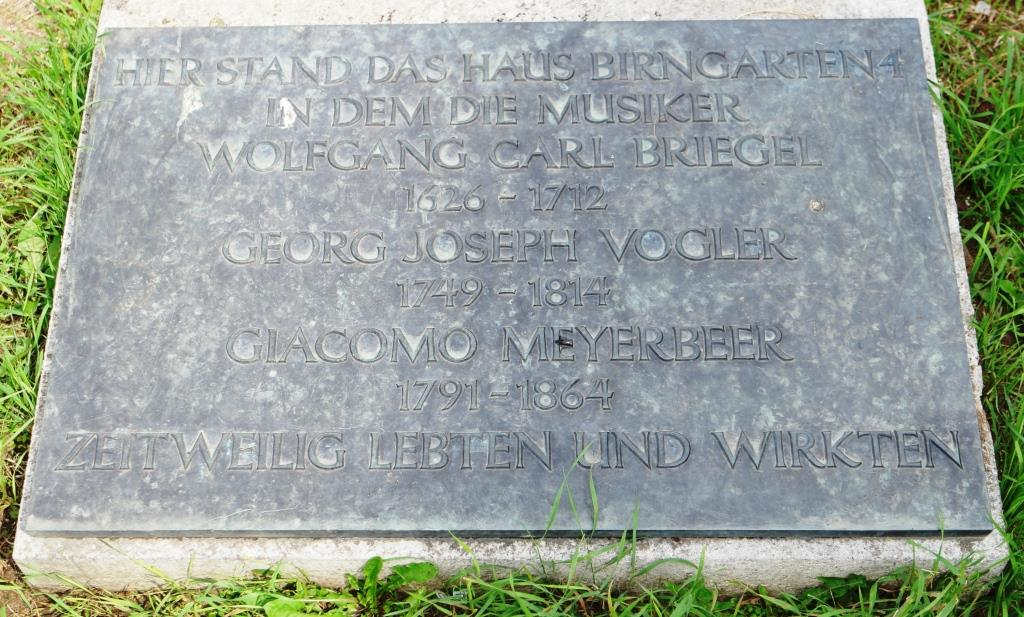
Gedenkplatte an der Stätte des Wohnhauses von Wolfgang Carl Briegel, Georg Joseph Vogler und Giacomo Meyerbeer in Darmstadt, Karolinenplatz

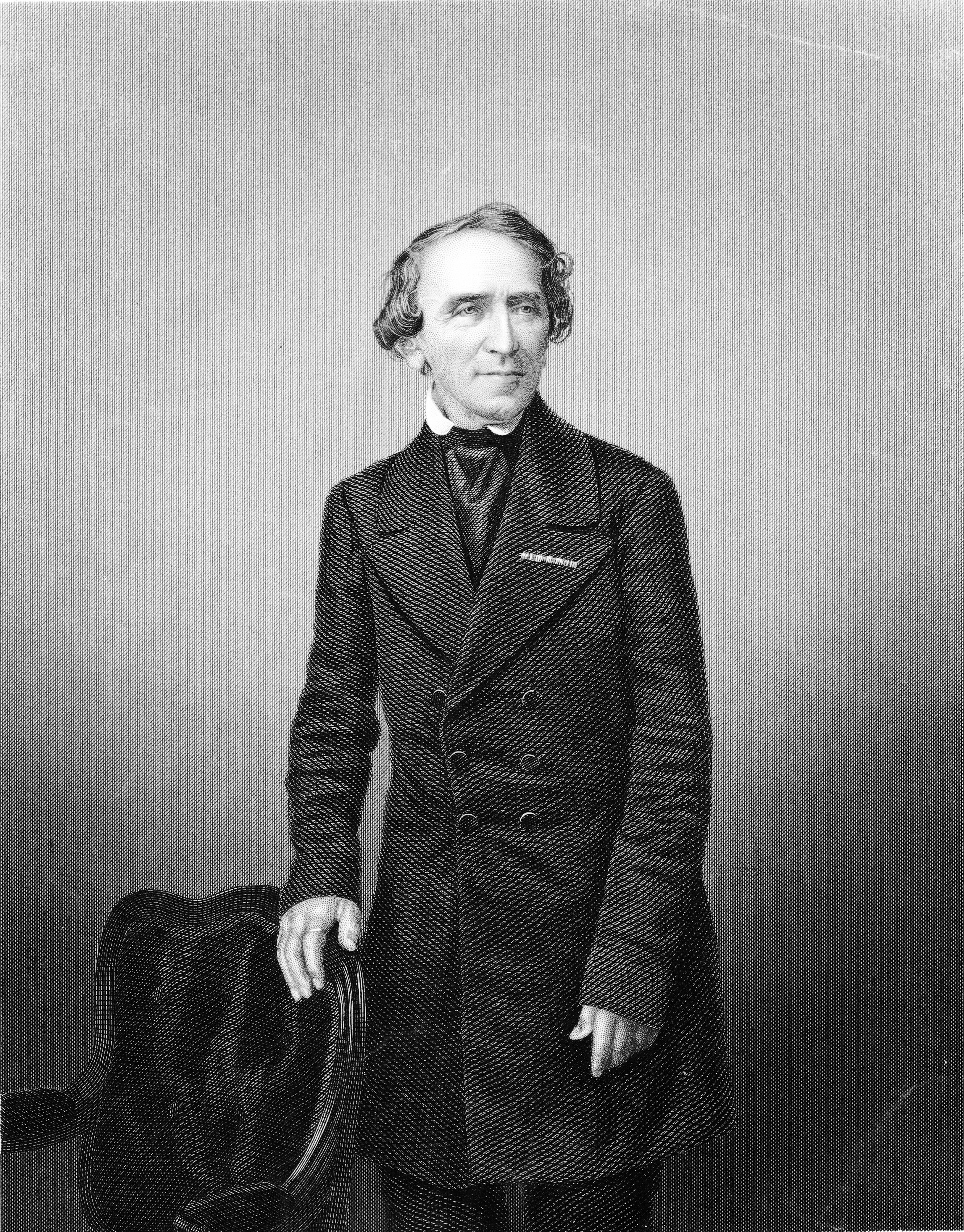
Giacomo Meyerbeer

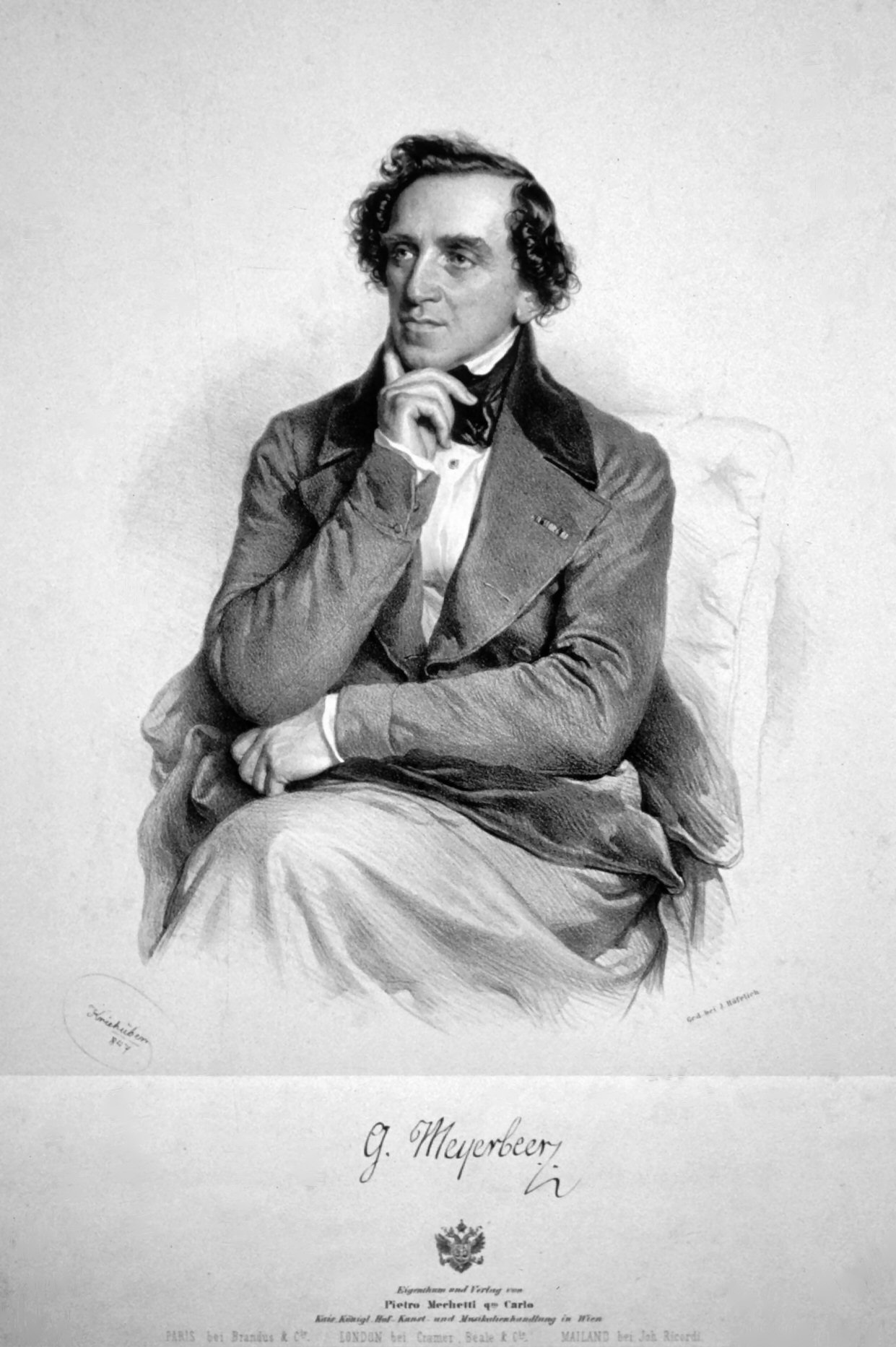
Giacomo Meyerbeer, Lithografie von Josef Kriehuber, 1847

Jakob Meyer Beer wurde als Sohn des jüdischen Zuckerproduzenten und Bankiers Jacob Herz Beer (1769–1825) und seiner Ehefrau Amalie („Malka“), geb. Wulff, einer Tochter des Liepmann Meyer Wulff, in einem Reisewagen geboren, mit dem seine Mutter von Berlin nach Frankfurt (Oder) unterwegs war. Er befand sich zu diesem Zeitpunkt vor der Poststation in Tasdorf in der Nähe von Berlin. Dieses Haus, der spätere Gasthof „Zum deutschen Haus“, stand bis Januar 2013 und wurde dann abgerissen (bewohnt war es bis ca. 1990). Eine Gedenktafel, die sich an diesem Haus befand, befindet sich jetzt in der Heimatstube der Gemeinde Rüdersdorf.
Seine Brüder waren Wilhelm Beer (ein Geschäftsmann, der als Amateurastronom bekannt wurde) und Michael Beer (der als Schriftsteller bekannt wurde). Der dritte Bruder Heinrich (1794–1842) übte nie einen Beruf aus.
Jakob wurde frühzeitig unter Leitung von Franz Seraphinus Lauska (1764–1825), zeitweilig auch von Muzio Clementi zum Pianisten ausgebildet und trat als solcher bereits im Alter von neun Jahren an die Öffentlichkeit. Seine späteren Kompositionsstudien leiteten der Kapellmeister B. A. Weber, Carl Friedrich Zelter und ab 1810 der Abbé Vogler in Darmstadt, wo Carl Maria von Weber sein Mitschüler war. Zu jener Zeit komponierte er kirchenmusikalische Werke verschiedener Art sowie eine Kantate mit dem Titel: Gott und die Natur. Ab 1810 zog er die Namen Meyer und Beer zu einem Wort zusammen und nannte sich Meyerbeer. Im gleichen Jahr trat er der Gesellschaft der Freunde bei. Während der Studienzeit bei Zelter in Berlin war er auch Mitglied in der Sing-Akademie.
Zur dramatischen Komposition übergehend, schrieb Meyerbeer die Oper Jephthas Gelübde, die in München aufgeführt wurde und recht erfolgreich war. Anfang 1813 ging er nach Wien und widmete sich hier zehn Monate lang musikalischen Studien bei Antonio Salieri. Eine weitere Oper Wirth und Gast wurde zunächst in Stuttgart (Dirigent: Conradin Kreutzer) aufgeführt; in Wien kam sie in bearbeiteter Form auf die Bühne als Die beyden Kalifen, wobei auch die damals sehr bekannte Sopranistin Cathinka Buchwieser mitwirkte. 1814 komponierte Meyerbeer noch für Berlin ein Singspiel Das Brandenburger Tor und ging dann nach Paris. Ende 1815 wechselte er auf Anraten Salieris nach Italien, wo er in dem neuen, durch Gioachino Rossini begründeten Opernstil für die dortige Bühne eine Reihe von Opern schrieb. In Deutschland bekannt wurden Emma di Resburgo (Emma von Roxburgh), Margherita d’Anjou und Il crociato in Egitto (Der Kreuzritter in Ägypten), ein Stück, das ihm den endgültigen Durchbruch in die europäische Musikszene brachte. Die übrigen waren: Romilda e Costanza (Romilda und Constanza), Semiramide riconosciuta (Die wiedererkannte Semiramis), L’esule di Granada (Das Asyl von Granada) und Almansor.
Die folgenden Jahre verbrachte Meyerbeer pendelnd zwischen Berlin, Paris und Baden-Baden.
1824 nach Paris zurückgekehrt, verband er sich mit dem Dramatiker Eugène Scribe, mit dem er zum Hauptvertreter der französischen Großen Oper des 19. Jahrhunderts wurde. Dieser Verbindung verdankte die Oper Robert le Diable (Robert der Teufel) ihre Entstehung, welche 1831 uraufgeführt wurde. 1834 wurde Meyerbeer als auswärtiges Mitglied in die Académie des Beaux-Arts aufgenommen.
Sein nächstes großes Werk war die ebenfalls von Scribe gedichtete, Anfang 1835 vollendete, aber erst am 29. Februar 1836 aufgeführte Oper Les Huguenots (Die Hugenotten). Allerdings wurden im Hinblick auf Diskussionen des Zusammenhangs von Religion und Gewalt bei späteren Aufführungen in römisch-katholisch geprägten Gegenden zum Teil weitgehende Textänderungen vorgenommen. Charlotte Birch-Pfeiffer verlegte die Handlung nach London mit Ersetzung der Katholiken und Hugenotten durch Anglikaner und Puritaner, so dass die Oper mit dem Titel Die Anglikaner und Puritaner 1838 in München erstmals aufgeführt wurde. In Wien kam die Oper unter dem Titel Die Welfen und Ghibellinen, in Kassel und Prag unter dem Titel Die Ghibellinen in Pisa auf die Bühne.
Im Jahr 1842 wurde Meyerbeer vom König von Preußen als Nachfolger Gaspare Spontinis zum Generalmusikdirektor der Berliner Oper ernannt, mit der Verpflichtung, vier Monate im Jahr zu dirigieren; doch hatte die Stellung in Wahrheit eher den Charakter eines Ehrenamtes. Auf das damit verbundene Gehalt von 4000 Talern verzichtete Meyerbeer zu Gunsten der Kapelle. Er führte an der Oper – als erster für Deutschland – die Tantiemen-Zahlung ein. Im selben Jahr wurde Meyerbeer in den Orden Pour le Mérite aufgenommen.
An Kompositionen folgten jetzt u. a. die Oper Ein Feldlager in Schlesien, zur Einweihung des Berliner Opernhauses geschrieben und 1844 zuerst aufgeführt; ferner die Musik zum Trauerspiel Struensee seines verstorbenen Bruders Michael Beer, sowie seine dritte große Oper Le prophète (Der Prophet), die 1849 in Paris uraufgeführt wurde und ab 1850 auch auf den größeren deutschen Bühnen die Runde machte.
Die letzten Arbeiten Meyerbeers, der von nun an abwechselnd in Berlin und Paris lebte (er hatte sich 1846 in Berlin auf unbestimmte Zeit beurlauben lassen), waren die Umarbeitung seines Feldlagers zu der für Paris bestimmten komischen Oper L’étoile du nord (1854) und eine zweite komische Oper, Dinorah ou Le pardon de Ploërmel (Die Wallfahrt nach Ploermel; 1859 uraufgeführt); ferner Gelegenheitsstücke, zu denen ihm Friedrich Schillers 100ster Geburtstag (Schillermarsch, 1859), die Krönung Wilhelms I. zum König von Preußen (Fackeltänze, 1861) und die Weltausstellung London 1862 (Festouvertüre) Anlässe boten.
Während er in Paris die Aufführung seiner bereits 20 Jahre zuvor begonnenen, aber erst 1863/64 vollendeten vierten großen Oper L’Africaine (Die Afrikanerin) vorbereitete, starb er nach mehrwöchigem Unwohlsein und zweitägigem Bettlager am Montag, dem 2. Mai 1864, um 6 Uhr früh. Zuletzt hatte ihm sogar Kaiser Napoleon III. seinen Leibarzt geschickt und sich mehrere Male am Tag nach seinem Befinden erkundigt. Als Todesursache wurde eine nicht näher bezeichnete Unterleibserkrankung angegeben. Die Leiche wurde Meyerbeers testamentarischer Bestimmung gemäß, der aus Furcht vor einem Lebendigbegrabenwerden auch verfügt hatte, dass eine Beerdigung erst einige Tage nach der Todesfeststellung stattfinden solle, zur Bestattung auf dem jüdischen Friedhof an der Schönhauser Allee nach Berlin gebracht; in Paris wurde jedoch eine Totenfeier veranstaltet. Ein Jahr später wurde L’Africaine in einer bearbeiteten und gekürzten Fassung unter der Leitung von François-Joseph Fétis in Paris aufgeführt.
Meyerbeer war Mitglied der Freimaurerloge Les Frères Unis Inséparables in Paris.

## Wagner und Meyerbeer
Richard Wagner war anfänglich ein unterwürfiger Bewunderer Meyerbeers, porträtierte ihn dann aber später in seinen Schriften Oper und Drama und Das Judenthum in der Musik in antisemitischer Weise.
Als Wagner in Paris von 1840 bis 1842 unter ärmlichen wirtschaftlichen Bedingungen lebte, erhielt er von Meyerbeer mehrmals finanzielle Hilfe, „aber dieser hat es ihm nicht gedankt, sondern er hat Konkurrenzneid entwickelt. Wagner versuchte, Meyerbeer zu übertreffen, was ihm ja auch gelungen ist. Dass Meyerbeer Jude war, hat bei Wagner zu einem antisemitischen Syndrom beigetragen.“ In einer Besprechung von Der Prophet feiert Wagner den Komponisten als „den Propheten der neuen Welt“ und schreibt: „Kommt das Genie und wirft uns in andere Bahnen, so folgt ein Begeisterter gern über all hin, selbst wenn er sich unfähig fühlt, in diesen Bahnen etwas leisten zu können.“ Hans von Bülow bezeichnete in einem berühmten Bonmot Wagners Rienzi als „Meyerbeers beste Oper“. Über seine Begegnungen mit Meyerbeer in Paris schreibt Wagner später an seinen Schwiegervater Franz Liszt: „Ich hasse ihn nicht, aber er ist mir grenzenlos zuwider. Dieser ewig liebenswürdige, gefällige Mensch erinnert mich, da er sich noch den Anschein gab, mich zu protegieren, an die unklarste, fast möchte ich sagen lasterhafteste Periode meines Lebens.“
In Oper und Drama schreibt Wagner: „Das Geheimnis der Meyerbeerschen Opernmusik ist – der Effekt“ und beschreibt diesen Begriff als „Wirkung ohne Ursache“.
Das Judenthum in der Musik etikettiert Meyerbeer, ohne ihn direkt namentlich zu erwähnen, als „weit und breit berühmter jüdischer Tonsetzer“, der alle negativen Eigenschaften verkörpere, die Wagner jüdischen Künstlern zuschreibt und die in der Einleitung als „hebräischer Kunstgeschmack“ zusammengefasst werden. Der antisemitische Grundton von Wagners Schrift war bis in die Zeit des Nationalsozialismus wirksam und diente Karl Blessinger als Grundlage für sein Pamphlet: Mendelssohn, Meyerbeer, Mahler. Judentum in der Musik als Schlüssel zur Musikgeschichte des 19. Jahrhunderts, das 1938 herausgegeben und 1944 erweitert wurde.

## Nachlass

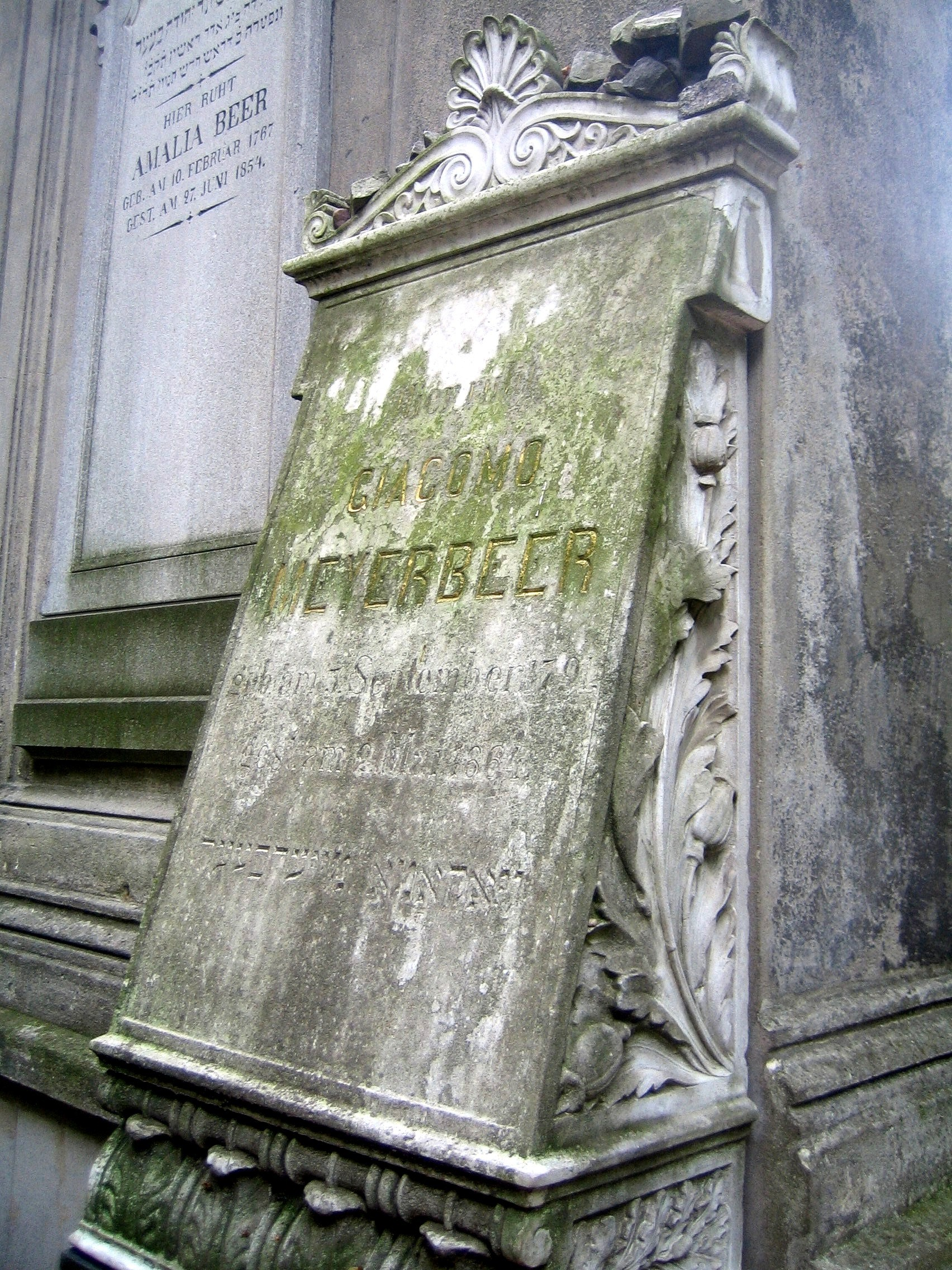
Grab Meyerbeers, rechts neben dem Grab seiner Mutter

Meyerbeer hinterließ ein fürstliches Vermögen, welches er, wie schon bei Lebzeiten, so auch testamentarisch, zu freigebiger Unterstützung unbemittelter Kunstgenossen verwendete. In seinem Testament setzte Meyerbeer ein Legat von 10.000 Reichstalern aus (Meyerbeer-Stiftung), dessen Zinsen alle zwei Jahre an junge deutsche Komponisten zum Zweck eines Studienaufenthalts von je sechs Monaten in Italien, Paris, Wien, München und Dresden vergeben wurden. Zur Bewerbung um das Stipendium waren nur die Schüler der Königlichen Hochschule für Musik (Abteilung für Komposition), des Stern’schen Konservatoriums, der Kullakschen Akademie in Berlin und die des Kölner Konservatoriums berechtigt. Die Bewerbung erfolgte durch die Komposition einer achtstimmigen doppelchörigen Vokalfuge, einer Ouvertüre für großes Orchester und einer dreistimmigen dramatischen Kantate mit Orchester. Erster Preisträger war Wilhelm Claussen.
Der größte Teil des schriftlichen Nachlasses von Giacomo Meyerbeer befindet sich in der Musikabteilung der Staatsbibliothek zu Berlin. Einiges befand sich bis 1987 noch im Staatlichen Institut für Musikforschung. Andere bedeutende Teile von Meyerbeers Nachlass aus dem Besitz der Staatsbibliothek, die kriegsbedingt ausgelagert worden waren, wurden hinterher von den Siegern als Beutekunst einbehalten. Knapp dreißig Bände davon lagern gegenwärtig in der Biblioteka Jagiellonska in Kraków, der Rest gilt als verschollen bzw. verloren. Die Bibliothèque nationale de France hält ebenfalls etliche Autographe.

## Familie
Giacomo Meyerbeer heiratete am 25. Mai 1826 seine Cousine Minna Mosson (1804–1886). Die beiden bekamen fünf Kinder:
- Eugénie Meyerbeer (16. August–9. Dezember 1827)
- Alfred Meyerbeer (31. Oktober 1828–13. April 1829)
- Blanca Meyerbeer (1830–1896) ⚭ Emanuel von Korff
- Caecilie Meyerbeer (1837–1931) ⚭ Ferdinand Leopold Freiherr von Andrian-Werburg
- Cornelie Meyerbeer (1842–1922) ⚭ Gustav Richter[16]

## Werke (Auswahl)
Opern
- Der Fischer und das Milchmädchen, Berlin 1810.
- Jephthas Gelübde, München 1812.
- Wirth und Gast, oder Aus Scherz Ernst, Hoftheater, Stuttgart 1813.
- Die beyden Kalifen (Umarbeitung von Wirth und Gast), Wien 1814.
- Das Brandenburger Tor, 1814 (UA in Berlin 1991).
- Romilda e Costanza (Romilda und Constanza), Teatro Nuovo, Padua 1817.
- Semiramide riconosciuta, Teatro Regio, Turin 1819.
- Emma di Resburgo (Emma von Roxburgh), Teatro San Benedetto, Venedig 1819.
- Margherita d’Anjou, Teatro alla Scala, Mailand 1820.
- L’esule di Granata (Das Asyl von Granada), Teatro alla Scala, Mailand 1822.
- Il crociato in Egitto (Der Kreuzritter in Ägypten), Teatro La Fenice, Venedig 1824.
- Robert le diable (Robert der Teufel), Opéra, Paris 1831.
- Les Huguenots (Die Hugenotten), Opéra, Paris 1836.
- Das Hoffest von Farrara (Berliner Schloß 1843).
- Ein Feldlager in Schlesien, Hofoper, Berlin 1844.
- Vielka (Umarbeitung von Ein Feldlager in Schlesien), Wien 1847.
- Le prophète (Der Prophet), Opéra, Paris 1849.
- L’étoile du nord (Der Nordstern), Opéra-Comique, Paris 1854 (mit sechs Musik-Nummern aus Ein Feldlager in Schlesien).
- Dinorah ou Le pardon de Ploërmel, Opéra-Comique, Paris 1859.
- L’Africaine (Die Afrikanerin), Opéra, Paris 1865 (postume Uraufführung) (Der von Meyerbeer vorgesehene Titel war Vasco de Gama.)

Andere Werke
- Gott und die Natur, Lyrische Rhapsodie, Königliches Nationaltheater, Berlin 1811.
- Sieben Geistiche Gesänge, für Chor, 1812, revised 1841 (Text: Friedrich Gottlieb Klopstock).
- Klarinettenquintett in Es-Dur, 1813.
- Gli amori di Teolinda, szenische Kantate, Verona 1816.
- Fantasie für Klarinette und Streichquartett, wohl 1839.
- Pater noster für gemischten Chor, 1857.
- Festmarsch zu Schillers Geburtstag, 1859.
- Krönungsmarsch für 2 Orchester, zur Krönung Wilhelms I. von Preußen, 1861.
- Festouverture zur Londoner Weltausstellung, 1862.
- Vier Fackeltänze für königliche Hochzeiten.
- Lieder, u. a. Hirtenlied  für Singstimme (hoch), Klarinette und Klavier (Text: Ludwig Rellstab).
- 91. Psalm (Trost in Sterbensgefahr) für achtstimmigen gemischten Chor, 1853.

Postume Bearbeitungen von Werken Meyerbeers
- Les Patineurs (Ballett), ein Arrangement von Constant Lambert mit Musik aus Le prophète und L’étoile du nord[17]

## Parodie
Wolfgang Bernhardi schrieb eine Parodie unter dem Titel Die Afrikanerin in Meseritz. Große phantastische Oper von Scribefax mit Musik von Beyermeer und verbindendem Text. Das Stück wurde 1866 in Berlin mit großem Erfolg aufgeführt, es ist aber in keiner Bibliothek mehr nachweisbar.
Eine Parodie auf Robert le diable verfasste der Wiener Theaterschriftsteller und Schauspieler Johann Nestroy 1833 unter dem Titel Robert der Teuxel, die einige Jahre mit großem Erfolg gespielt wurde.

## Ehrungen (Auswahl)
- „Chevalier“ (Ritter) der französischen Ehrenlegion (1832)
- Mitglied des Senats der Königlich Preußischen Akademie der Künste Berlin (ab 1833)
- „Officier“ der französischen Ehrenlegion (1837)
- Ritterkreuz des Ernestinischen Hausordens (1840)
- Ritterkreuz des Braunschweigischen Ordens Heinrichs des Löwen (1840)[20]
- Orden Pour le Mérite für Wissenschaften und Künste (1842)
- Mitglied der Königlichen Akademie von Belgien[21]
- „Commandeur“ der französischen Ehrenlegion (1849)
- Ritter des Königlich Sächsischen Verdienstordens (1850)
- Ehrendoktor der Universität Jena (1850)
- Ritter des Franz-Joseph-Ordens (1850)
- Mitglied der Philharmonischen Gesellschaft von St. Petersburg (1851)
- Ehrenmitglied der Akademie der Tonkunst, Wien (1851)
- Bayerischer Maximiliansorden für Wissenschaft und Kunst (1853)
- Komtur des Ordens der Württembergischen Krone, verbunden mit der Erhebung in den Adelsstand (1854)
- Orden der Eichenkrone (durch die Großherzogin von Luxemburg, 1854)
- Comthurkreuz des Albrechtsordens von Johann Nepomuk (durch Königin Maria Joseph von Sachsen, 1855)
- Kommandeurkreuz 1. Grades mit Stern des Ernestinischen Hausordens (durch Herzog Ernst :: von Sachsen-Coburg Gotha, 1855)
- Mitglied der Accademia dell’Arte in Florenz (1857)
- Preußischer Kronenorden 2. Klasse (durch König Wilhelm I. von Preußen, den späteren Kaiser Wilhelm I., 1861)
- Ehrendoktor der Musik (Universität Cambridge, 1862, nicht angenommen)[22][23][4][24]

## Schriften
- Giacomo Meyerbeer: Briefwechsel und Tagebücher. 8 Bände. Bis Bd. 4 hrsg. von Heinz Becker und Gudrun Becker. Bd. 5 hrsg. und kommentiert von Sabine Henze-Döhring unter Mitarb. von Hans Moeller, Bd. 6 und 7 hrsg. und kommentiert von Sabine Henze-Döhring unter Mitarb. von Panja Mücke, Bd. 8 hrsg. und kommentiert von Sabine Henze-Döhring, de Gruyter, Berlin/New York
  - Band 1: Bis 1824. 1959.
  - Band 2: 1825–1836. 1970.
  - Band 3: 1837–1845. 1975, ISBN 3-11-004285-1.
  - Band 4: 1846–1849. 1985, ISBN 3-11-009626-9.
  - Band 5: 1849–1852. 1999, ISBN 3-11-014244-9.
  - Band 6: 1853–1855. 2002, ISBN 3-11-017289-5.
  - Band 7: 1856–1859. 2004, ISBN 3-11-018030-8.
  - Band 8: 1860–1864. 2006, ISBN 978-3-11-019231-5.